# Ronan O'Brien
Ronan O'Brien (Dublin, 1974) is een Iers schrijver. Bij de verkiezingen van de Irish Book Awards van 2009 won hij de titel "Nieuwkomer van het Jaar" voor zijn eerste boek Confessions of a Fallen Angel, dat in januari 2008 verscheen.
Hij studeerde rechten aan de Nationale Universiteit van Ierland in Dublin en verwierf daarna de Masterstitel in Modern Drama Studies. Vervolgens ging hij werken als advocaat gespecialiseerd in strafrecht. Daarnaast begon hij aanvankelijk als hobby met het schrijven van zijn eerste boek.
O'Brien woont in County Kildare met zijn vrouw Rita en werkt momenteel aan zijn tweede boek.